# مایدا مهمدوویچ
مایدا مهمدوویچ (انگلیسی: Majda Mehmedović؛ زادهٔ ۲۵ مهٔ ۱۹۹۰) بازیکن هندبال اهل مونته‌نگرو است.